# Halina Nelken
Halina Nelken, née en 1923 en Pologne et morte en 2009 aux États-Unis, est une rescapée de la Shoah.

## Biographie
Halina Nelken est originaire de Cracovie en Pologne. En 1940, sa famille est envoyée au ghetto de Cracovie.
C'est une survivante de l'holocauste, elle a survécu à huit camps de concentration au total, dont Auschwitz et Ravensbrück.
Elle a été internée au camp de Majdanek. Elle se souvient de sa gardienne SS Luise Danz : « Danz, grande, mince et maigre, un visage enfantin, elle était une spécialiste dans le poinçonnage des mâchoires avec son poing et en même temps, elle portait son genou dans les estomacs. »
Après la guerre elle devient écrivain, conférencière et historienne.
Elle obtient un master en philosophie à l'université de Cracovie en 1952.
Elle travaille au musée de Cracovie de 1950 à 1957, puis est nommée directrice du musée de Silésie de 1957 à 1958. Elle est assistante à l'Académie de Vienne, de 1958 à 1959.
Puis elle part vivre aux États-Unis, et travaille au Fogg Art Museum, à l'université Harvard de 1960 à 1966. Elle étudie l'art à l'université du Massachusetts. Elle s'installe à Acton (Massachusetts).
Elle est décédée en 2009 à l'âge de 85 ans à Brookline (Massachusetts).